# Type Blanc
Les timbres français au type Blanc sont des timbres d'usage courant émis pour la première fois en 1900. Ils sont dessinés par le peintre Joseph Blanc, d'où leur nom.
Ce type sert pour les petites valeurs, aux côtés des types Mouchon pour les valeurs intermédiaires et Merson pour les valeurs les plus importantes. Le type Blanc est émis jusqu'en 1932.

## Genèse
En 1898, l'administration des Postes décide de remplacer le type Sage par trois nouveaux types de timbres. Le type Merson est affecté aux plus fortes valeurs faciales, type Mouchon est destiné aux valeurs intermédiaires et le type Blanc hérite des plus faibles valeurs faciales. Ils inaugurent l'époque des timbres dits « semi-modernes ».
Ces trois types de timbres doivent mis en circulation simultanément dès mai 1900, pour l'Exposition universelle à Paris. Joseph Blanc toutefois, de retouche en retouche, a pris du retard dans la gravure de son timbre. Les trois types ne sont finalement émis que le 4 décembre 1900 au palais Bourbon et au palais du Luxembourg avant d'être disponibles dans l'ensemble de la France le lendemain.

## Description
La série complète d'origine comprend les valeurs faciales de 1 c, La série complète d'origine comprend les valeurs faciales de 1 c, 2 c, 3 c, 4 c et 5 c. Le 7 ¹⁄₂ c paraît en 1926 uniquement en préoblitéré et le 10 c en juin 1929.
Il représente la « déesse de la Liberté tenant la balance de l'Égalité, et la Fraternité symbolisée par deux angelots enlacés ».
Le poinçon original est gravé en grand format sur un bloc de buis à partir du dessin de Joseph Blanc. À partir de deux répliques réduites en cuivre de cet original, les plaques d'impression en cuivre (galvanotype) sont réalisées par des procédés utilisant la galvanoplastie. Le nom du premier graveur apparaît en bas du motif à droite : E. Thomas : il s'agit d’Émile Thomas (1841–1907).
À l'époque de sa sortie, le type Blanc est imprimé par un procédé de typographie à plat (feuille par feuille). L'impression par rotative apparaît en 1924.
Si les critiques à son encontre sont bien moindres que pour les types Mouchon ou Merson, les observateurs et les usagers reprochent parfois au type Blanc ses couleurs « fades » ou son dessin jugé « surchargé et désordonné ».
Un arrêté du 30 mars 1932 supprime l'émission de ce type de timbre qui est depuis 1903 en concurrence avec des timbres de même valeur au type Semeuse.

## Collection
Ce type connaît diverses présentations et procédés d'impressions qui peuvent être identifiés sur les timbres eux-mêmes par des différences légères mais systématiques dans la gravure l'impression, donnant naissance à plusieurs types bien définis. Le type Blanc se distingue par une période d'utilisation de presque 30 ans ce qui procure une diversité historique intéressante (Première Guerre mondiale en particulier). Son étude tant du point de vue de l'usage postal que de l'impression est très riche. Ce timbre d'usage courant correspond aux tarifs des cartes postales et des imprimés.
La présentation en entiers postaux (vignette imprimée sur le support) est très importante et elle se décline sur deux supports : les bandes pour journaux et les enveloppes 
Les valeurs suivantes sont imprimées : 
. 1 centime gris, type 1A et type 1B (bandes pour journaux)
. 1 centime ardoise, type 1A et type 2 (bandes pour journaux)
. 2 centimes violet brun, type 1A, type 2 (bandes pour journaux)
. 3 centimes vermillon, type 1C (bandes pour journaux)
. 5 centimes vert (bandes pour journaux et enveloppes)
Il existe aussi des entiers postaux timbrés sur commande pour le 1 centime gris (bande pour journaux) et le 5 centimes vert (carte postale et enveloppes)

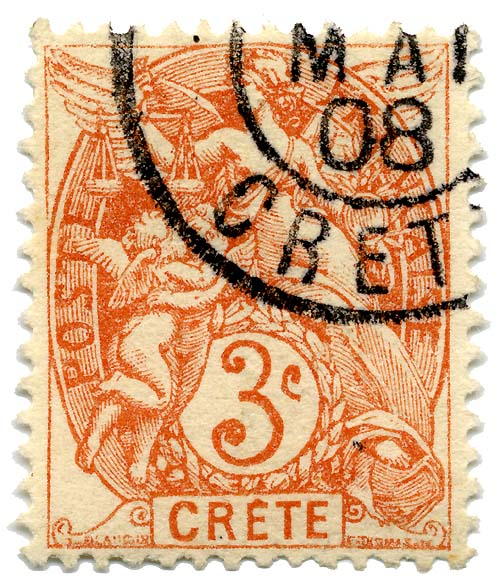
Type Blanc pour la Crète (1902).
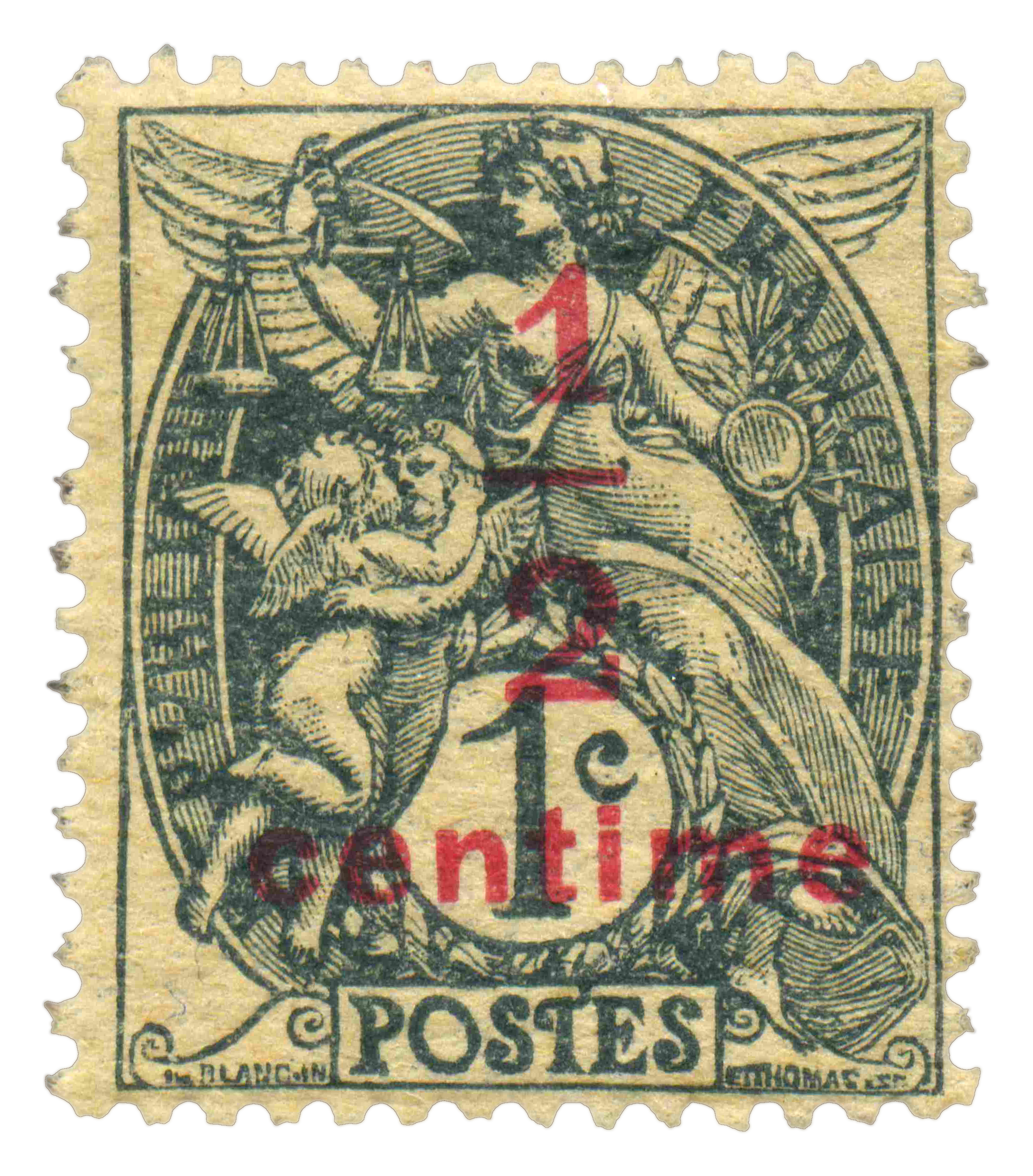
Type Blanc surchargé (1919).
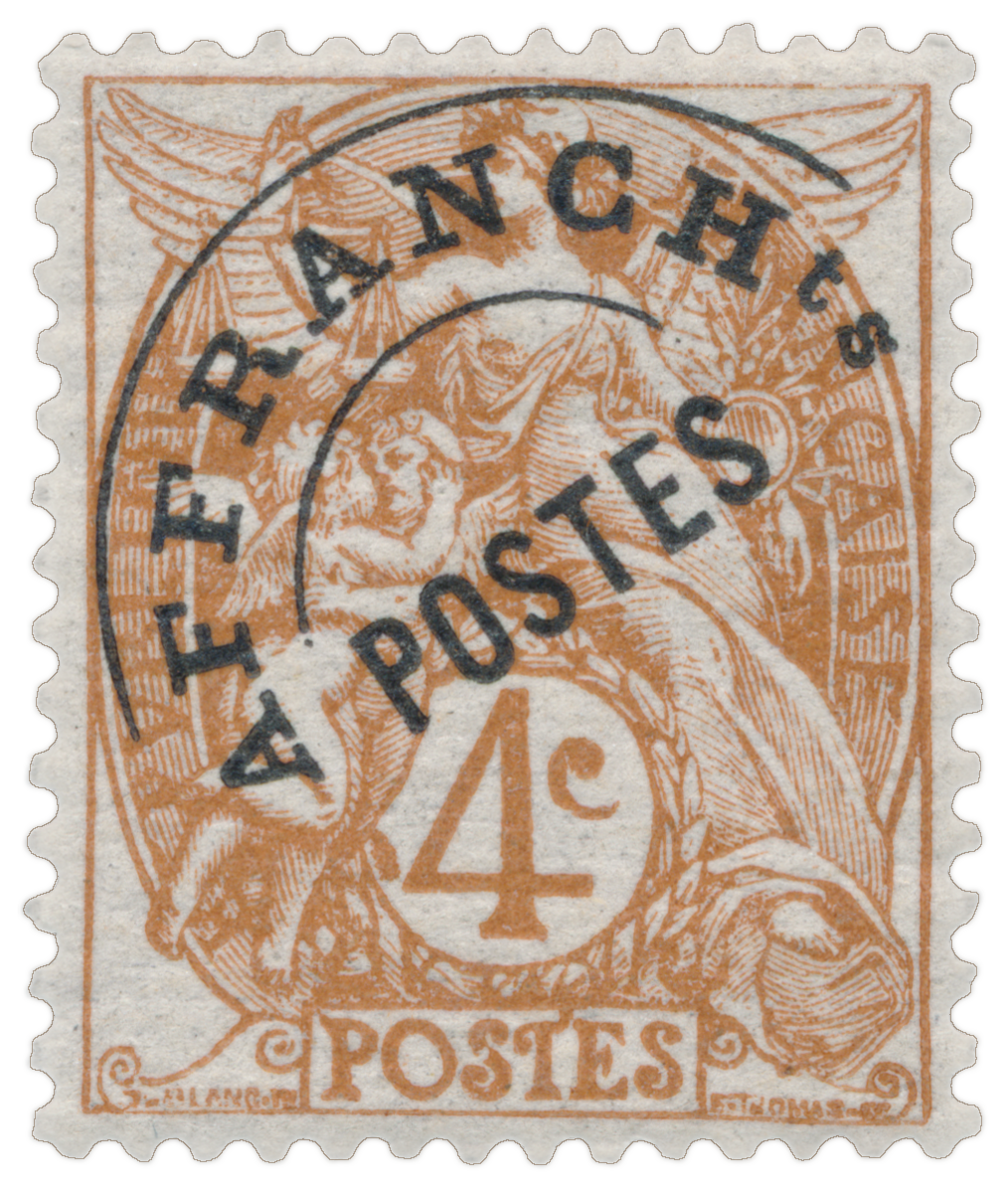
Préoblitéré de type Blanc (1924).
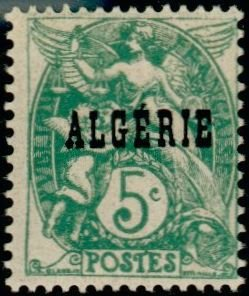
Type Blanc surchargé « ALGÉRIE » (1929).